# 高山としのり
高山 としのり（たかやま としのり、1980年 - ）は、漫画家、イラストレーター。大阪府出身。旧ペンネームは高山ヤマ、高山憲弼（読み同じ）。

## 略歴
- 第70回手塚賞（2005年下期）佳作「ギャンブルドット」受賞。
- 2008年、高山ヤマ名義でオーム社の理工学書漫画で商業デビュー。
- 2009年1月、「赤マルジャンプ」 （集英社） に読切『「サザンクロスバトル」「CCG（キャラクターカードゲーム）」で遊ぼう!』掲載。これが初のコミック誌掲載作品となる。
- 2010年12月、「最強ジャンプ」（集英社）で『ボンゴレGP来る!』で初連載。

## 作品リスト

### 漫画
- マンガでわかるシーケンス制御（高山ヤマ名義、著：藤瀧和弘、制作：トレンド・プロ、オーム社、2008年）
- 「サザンクロスバトル」「CCG（キャラクターカードゲーム）」で遊ぼう!（2009年）（高山憲弼名義、読切、原作：天野明 、赤マルジャンプ2009WINTER、集英社）
- マンガでわかる電子回路（高山ヤマ名義、著：田中賢一、制作：トレンド・プロ、オーム社、2009年）
- マンガでわかる半導体（高山ヤマ名義、著：渋谷道雄、制作：トレンド・プロ、オーム社、2010年）
- ボンゴレGP来る!（原作：天野明、『最強ジャンプ』1号 - 2012年12月号、集英社、全3巻）
- ハチメガデス（高山憲弼名義、読切、『少年ジャンプNEXT!』2011 WINTER、集英社）
- ケータイショウジョ（読切、『少年ジャンプNEXT!』2013 SPRING、『ジャンプLIVE』1号、集英社）※「i・ショウジョ」の前身
- i・ショウジョ→i・ショウジョ＋（『週刊少年ジャンプ』2014年12号 - 32号→『ジャンプLIVE』2号→『少年ジャンプ+』2014年9月22日 - 2017年4月25日、集英社、全17巻）
- 性癖が力になる世界（読切、『少年ジャンプ＋』2018年4月2日、集英社）
- 魔法少女れおの性活（読切、『少年ジャンプ＋』2019年1月4日、集英社）
- 不倫島（原作：真中みのり、『グランドジャンプめちゃ』2020年2号 - 2021年8号→『めちゃコミック』2021年9月29日 - 連載中、集英社、既刊2巻）
- バレてる!カクテルナイト（『good!アフタヌーン』2020年12号[1] - 2021年12号[2]、講談社、全3巻）
- 時先生は着替えたい（『週刊漫画ゴラク』2022年7月8日号[3] - 、既刊3巻）
- さほこクエスト〜陰キャ女子、紳士向け同人RPG世界で勇者になる〜（『ヤンチャンWEB』2025年4月27日 - 、秋田書店）

### イラスト
- メタルジャック!シリーズ（作：ひなたしょう、2011年 - 2012年、集英社）
- ここはボツコニアン（作：宮部みゆき、2012年、集英社）